# أدريان جوستين
أدريان جوستين (بالإنجليزية: Adrian Heath) (11 يناير 1961 في المملكة المتحدة - ) هو مدرب كرة قدم ولاعب كرة قدم بريطاني في مركز الوسط. شارك مع منتخب إنجلترا تحت 21 سنة لكرة القدم. أما مع النوادي، فقد لعب مع أستون فيلا وإسبانيول وستوك سيتي وشيفيلد يونايتد ومانشستر سيتي ونادي إيفرتون ونادي بيرنلي.

## وصلات خارجية
- أدريان جوستين على موقع قاعدة بيانات كرة القدم.إي يو (الإنجليزية)
- أدريان جوستين على موقع Soccerbase.com (لاعب) (الإنجليزية)
- أدريان جوستين على موقع Soccerbase.com (مدرب) (الإنجليزية)
- أدريان جوستين على موقع عالم كرة القدم.نت (الإنجليزية)